# Episodi di Doctor Who (serie televisiva 1963) (decima stagione)
Questa voce contiene l'elenco dei 26 episodi della decima stagione della serie TV Doctor Who, con Jon Pertwee nel ruolo del Terzo Dottore e Katy Manning, che interpreta Jo Grant. Questi episodi sono andati in onda nel Regno Unito dal 30 dicembre 1972 al 23 giugno 1973 e sono invece del tutto inediti in Italia.
Come per tutte le stagioni della serie classica, gli episodi vengono suddivisi in "macrostorie" (in inglese, serial) con una propria continuità narrativa e un proprio titolo, qui indicato nella colonna "Titolo serial" della tabella.
| nº | Titolo originale         | Titolo italiano | Prima TV UK      | Prima TV Italia | Titolo serial        |
| -- | ------------------------ | --------------- | ---------------- | --------------- | -------------------- |
| 1  | The Three Doctors I      |                 | 30 dicembre 1972 |                 | The Three Doctors    |
| 2  | The Three Doctors II     |                 | 6 gennaio 1973   |                 | The Three Doctors    |
| 3  | The Three Doctors III    |                 | 13 gennaio 1973  |                 | The Three Doctors    |
| 4  | The Three Doctors IV     |                 | 20 gennaio 1973  |                 | The Three Doctors    |
| 5  | Carnival of Monsters I   |                 | 27 gennaio 1973  |                 | Carnival of Monsters |
| 6  | Carnival of Monsters II  |                 | 3 febbraio 1973  |                 | Carnival of Monsters |
| 7  | Carnival of Monsters III |                 | 10 febbraio 1973 |                 | Carnival of Monsters |
| 8  | Carnival of Monsters IV  |                 | 17 febbraio 1973 |                 | Carnival of Monsters |
| 9  | Frontier in Space I      |                 | 24 febbraio 1973 |                 | Frontier in Space    |
| 10 | Frontier in Space II     |                 | 3 marzo 1973     |                 | Frontier in Space    |
| 11 | Frontier in Space III    |                 | 10 marzo 1973    |                 | Frontier in Space    |
| 12 | Frontier in Space IV     |                 | 17 marzo 1973    |                 | Frontier in Space    |
| 13 | Frontier in Space V      |                 | 24 marzo 1973    |                 | Frontier in Space    |
| 14 | Frontier in Space VI     |                 | 31 marzo 1973    |                 | Frontier in Space    |
| 15 | Planet of the Daleks I   |                 | 7 aprile 1973    |                 | Planet of the Daleks |
| 16 | Planet of the Daleks II  |                 | 14 aprile 1973   |                 | Planet of the Daleks |
| 17 | Planet of the Daleks III |                 | 21 aprile 1973   |                 | Planet of the Daleks |
| 18 | Planet of the Daleks IV  |                 | 28 aprile 1973   |                 | Planet of the Daleks |
| 19 | Planet of the Daleks V   |                 | 5 maggio 1973    |                 | Planet of the Daleks |
| 20 | Planet of the Daleks VI  |                 | 12 maggio 1973   |                 | Planet of the Daleks |
| 21 | The Green Death I        |                 | 19 maggio 1973   |                 | The Green Death      |
| 22 | The Green Death II       |                 | 26 maggio 1973   |                 | The Green Death      |
| 23 | The Green Death III      |                 | 2 giugno 1973    |                 | The Green Death      |
| 24 | The Green Death IV       |                 | 9 giugno 1973    |                 | The Green Death      |
| 25 | The Green Death V        |                 | 16 giugno 1973   |                 | The Green Death      |
| 26 | The Green Death VI       |                 | 23 giugno 1973   |                 | The Green Death      |

## The Three Doctors
- Diretto da: Lennie Mayne
- Scritto da: Bob Baker e Dave Martin
- Dottore: Terzo Dottore (Jon Pertwee), Secondo Dottore (Patrick Troughton), Primo Dottore (William Hartnell)
- Compagni di viaggio: Jo Grant (Katy Manning)
- Altri interpreti: Brigadiere Lethbridge-Stewart (Nicholas Courtney), Omega (Stephen Thorne), Sergente Benton (John Levene)

### Trama
Gallifrey, pianeta natale dei Signori del Tempo, è sotto assedio da parte di una forza sconosciuta... L'unica persona che può aiutarlo è il Dottore, che chiede aiuto nondimeno che alle sue precedenti incarnazioni. Sfortunatamente, il Primo Dottore non riesce a materializzarsi, potendo quindi solo comunicare via schermo. Il Secondo invece raggiunge il Terzo ed entrambi si mettono ad indagare. Il Primo capisce che il buco nero che minaccia Gallifrey è in realtà un ponte tra due universi e ne viene risucchiato, assieme a tutti gli altri. Il gruppo si risveglia nell'altro universo, costituito da antimateria, creato dal leggendario Signore del Tempo Omega. Omega era uno scienziato gallifreyano, autore di grandi innovazioni, creduto morto in un'esplosione. Tale esplosione l'aveva però condotto in quell'universo, in cui era stato privato di un corpo fisico. Impazzito a causa della permanenza in quell'universo, ora Omega sta cercando vendetta contro i Signori del Tempo, che ritiene responsabili di ciò che è successo. Alla fine, il Secondo ed il Terzo Dottore riescono a ricacciare Omega nell'universo di antimateria, che si autodistrugge. 
I Signori del Tempo, riconoscenti per l'aiuto, "sbloccano" il TARDIS del Dottore, liberandolo dal suo esilio.

## Carnival of Monsters
- Diretto da: Barry Letts
- Scritto da: Robert Holmes
- Dottore: Terzo Dottore (Jon Pertwee)
- Compagni di viaggio: Jo Grant (Katy Manning)

### Trama
Il TARDIS atterra sulla SS Bernice, una nave scomparsa misteriosamente mentre attraversava l'Oceano Indiano.

## Frontier in Space
- Diretto da: Paul Bernard
- Scritto da: Malcolm Hulke
- Dottore: Terzo Dottore (Jon Pertwee)
- Compagni di viaggio: Jo Grant (Katy Manning)
- Altri interpreti: Roger Delgado (Il Maestro), Michael Hawkins (Generale Williams), Peter Birrel (Principe Draconiano)

### Trama
Materializzato su un cargo spaziale in rotta verso la Terra, il Dottore si ritrova nel mezzo delle tensioni tra la Terra e l'Impero Draconiano.

## Planet of the Daleks
- Diretto da: David Maloney
- Scritto da: Terry Nation
- Dottore: Terzo Dottore (Jon Pertwee)
- Compagni di viaggio: Jo Grant (Katy Manning)

### Trama
I Signori del Tempo fanno atterrare il TARDIS sul pianeta Spiridon, dove i Dalek stanno risvegliando la più grande arma Dalek che la galassia abbia mai visto.

## The Green Death
- Diretto da: Michael E. Briant
- Scritto da: Robert Sloman & Barry Letts
- Dottore: Terzo Dottore (Jon Pertwee)
- Compagni di viaggio: Jo Grant (Katy Manning)

### Trama
Delle larve giganti mutanti stanno comparendo in tutto il Galles, dietro a tutto questo potrebbero esserci le aziende Global Chemicals?